# Абара (река)
Абара је река у Јужном Судану, у вилајету Џонглеј. Извире недалеко од границе с Етиопијом и тече на дужини од шездесетак километара правцем југоисток—северозапад до ставе с реком Конгконг чијим спајањем код села Бонгак настаје ток Агвеј.